# Paul Revere
Paul Revere (Boston, 1 de janeiro de 1735 – Boston, 10 de maio de 1818) foi um artesão, ourives, industrialista estadunidense e oficial militardestacado por trabalhar como mensageiro durante as batalhas de Lexington e Concord. Desempenhou um papel importante durante os primeiros meses da Guerra Revolucionária Americana em Massachusetts , participando de uma cavalgada à meia-noite em 1775 para alertar os milicianos próximos sobre a aproximação das tropas britânicas antes das batalhas de Lexington e Concord. 
Paul é recordado como um dos patriotas da guerra da independência dos Estados Unidos, e suas "corridas noturnas" são consideradas um símbolo de patriotismo. Além de ser mensageiro de batalha, colaborou na organização da rede de inteligência estabelecida em Boston para controlar os movimentos das forças britânicas.
É considerado por alguns historiadores como o modelo de um estadunidense industrial, por ter reconhecido o potencial dos produtos metálicos para a produção em massa. 
Nascido no North End, Boston, Revere acabou se tornando um bostoniano próspero e proeminente, obtendo sua renda da ourivesaria e da gravura. Durante a Revolução Americana, ele foi um forte defensor da causa Patriota e juntou-se aos Filhos da Liberdade. Suas cavalgadas noturnas o transformou em um herói folclórico americano, sendo dramatizado no poema de 1861 de Henry Wadsworth Longfellow , "Paul Revere's Ride". Ele também ajudou a organizar um sistema de inteligência e alarme para vigiar os movimentos das forças britânicas. Revere mais tarde serviu como oficial na Milícia de Massachusetts , embora seu serviço tenha terminado após a Expedição Penobscot, uma das campanhas americanas mais desastrosas da Guerra Revolucionária Americana, pela qual ele foi absolvido de culpa. 
Após a guerra, Revere voltou ao ofício de ourives. Ele usou os lucros de seu negócio em expansão para financiar seu trabalho em fundição de ferro, fundição de sinos e canhões de bronze e forjamento de parafusos e pontas de cobre. Em 1800, ele se tornou o primeiro americano a transformar com sucesso o cobre em folhas para uso como revestimento em navios navais. 

## Infância e educação
Revere nasceu no North End, Boston, em 21 de dezembro de 1734, de acordo com o calendário Old Style então em uso, ou 1º de janeiro de 1735, no calendário moderno. Seu pai, Apollos Rivoire , um huguenote francês que veio para Boston aos 13 anos, foi aprendiz do ourives John Coney.  Na época em que se casou com Deborah Hitchborn, membro de uma antiga família de Boston que possuía um pequeno cais de embarque, em 1729, Rivoire havia anglicizado seu nome para Paul Revere. O lado da família de Hitchborn era descendente de ingleses, já que seus bisavós maternos: David e Catherine Hitchbourn, chegaram a Boston em 1641 de Boston, Inglaterra. 
Seu filho, Paul Revere, foi o terceiro de 12 filhos e, eventualmente, o filho mais velho sobrevivente.  Revere cresceu no ambiente da extensa família Hitchborn e nunca aprendeu a língua nativa de seu pai.  Aos 13 anos, ele deixou a escola e se tornou aprendiz de seu pai. O ofício de ourives lhe proporcionou conexões com uma amostra representativa da sociedade de Boston, o que o serviria bem quando ele se tornasse ativo na Revolução Americana. Quanto à religião, embora seu pai frequentasse os serviços puritanos, Revere foi atraído pela Igreja da Inglaterra. Em 1750, aos 15 anos, Revere fez parte do primeiro grupo de tocadores de sinos a tocar os novos sinos (fundidos em 1744) na Christ Church, no norte de Boston (a Old North Church ). Revere eventualmente começou a frequentar os serviços do político e provocador Jonathan Mayhew na West Church.  Seu pai não aprovou e, como resultado, pai e filho chegaram às vias de fato em uma ocasião. Revere cedeu e voltou para a igreja de seu pai, embora tenha se tornado amigo de Mayhew e retornado para a Igreja Ocidental no final da década de 1760. 
O pai de Revere morreu em 1754, quando Paul era legalmente jovem demais para ser oficialmente o dono da ourivesaria da família.  Em fevereiro de 1756, durante a Guerra Franco-Indígena (o teatro norte-americano da Guerra dos Sete Anos ), ele se alistou no exército provincial. Possivelmente ele tomou essa decisão por causa da economia fraca, já que o serviço militar prometia salários consistentes. Contratado como segundo-tenente em um regimento de artilharia provincial, ele passou o verão em Fort William Henry, no extremo sul do Lago George , em Nova York, como parte de um plano abortado para a captura do Forte St. Ele não permaneceu muito tempo no exército, mas voltou para Boston e assumiu o controle da ourivesaria em seu próprio nome. Em 4 de agosto de 1757, casou-se com Sarah Orne (1736–1773); seu primeiro filho nasceu oito meses depois.  Ele e Sara tiveram oito filhos, mas dois morreram jovens e apenas uma, Maria, sobreviveu ao pai. 

## 1765–1774: a revolução que se aproxima
Os negócios de Revere começaram a sofrer quando a economia britânica entrou em recessão nos anos seguintes à Guerra dos Sete Anos e declinaram ainda mais quando a Lei do Selo de 1765 resultou em uma nova desaceleração na economia de Massachusetts. Os negócios eram tão ruins que foi feita uma tentativa de confiscar sua propriedade no final de 1765.  Para ajudar a sobreviver, ele até começou a estudar odontologia, um conjunto de habilidades que lhe foi ensinado por um cirurgião praticante que se hospedou na casa de um amigo. Um cliente foi Joseph Warren, um médico local e líder da oposição política com quem Revere formou uma estreita amizade. Revere e Warren, além de terem opiniões políticas comuns, também eram ativos nas mesmas lojas maçônicas locais. 
Embora Revere não fosse um dos "Nove Leais"  - organizadores dos primeiros protestos contra a Lei do Selo - ele tinha boas relações com seus membros, que eram trabalhadores e artesãos.  Revere não participou de alguns dos protestos mais estridentes, como o ataque à casa do vice-governador Thomas Hutchinson.  Em 1765, formou-se um grupo de militantes que ficariam conhecidos como Filhos da Liberdade, do qual Revere era membro.  A partir de 1765, em apoio à causa dissidente, produziu gravuras e outros artefatos com temas políticos. Entre essas gravuras estão uma representação da chegada das tropas britânicas em 1768 (que ele chamou de "um desfile insolente") e uma famosa representação do Massacre de Boston em março de 1770. Embora este último tenha sido gravado por Revere e incluísse a inscrição "Gravado, Impresso e Vendido por Paul Revere Boston", foi modelado em um desenho de Henry Pelham e a gravura do desenho de Revere foi colorida por um terceiro homem e impressa por um quarto.  Revere também produziu uma tigela comemorando a recusa da assembleia de Massachusetts em retirar a Carta Circular de Massachusetts. Esta carta, adotada em resposta às Leis de Townshend de 1767, apelou a uma ação colonial unida contra os atos. O Rei George III emitiu uma exigência para a sua retratação. 
Em 1770, Revere comprou uma casa, agora um museu, na North Square, no North End de Boston. A casa proporcionou espaço para sua crescente família enquanto ele continuava a manter sua loja nas proximidades de Clark's Wharf.  Sarah morreu em 1773 e, em 10 de outubro daquele ano, Revere casou-se com Rachel Walker (1745–1813). Eles tiveram oito filhos, três dos quais morreram jovens. 
Em novembro de 1773, o navio mercante Dartmouth chegou ao porto de Boston carregando o primeiro carregamento de chá feito nos termos da Lei do Chá.  Este ato autorizou a Companhia Britânica das Índias Orientais a enviar chá (do qual tinha enormes excedentes devido aos boicotes coloniais organizados em resposta às Leis de Townshend) diretamente para as colônias, contornando os comerciantes coloniais. A aprovação da lei gerou apelos para protestos renovados contra os carregamentos de chá, sobre os quais ainda eram cobrados impostos de Townshend.  Revere e Warren, como membros do informal North End Caucus, organizaram uma vigilância sobre Dartmouth para evitar o descarregamento do chá. Revere revezava-se no serviço de guarda,  e foi um dos líderes do Partido do Chá de Boston de 16 de dezembro, quando os colonos despejaram chá do Dartmouth e de dois outros navios no porto. 
De dezembro de 1773 a novembro de 1775, Revere serviu como mensageiro do Comitê de Segurança Pública de Boston, viajando para Nova York e Filadélfia para relatar a agitação política em Boston. A pesquisa documentou 18 desses passeios. A notícia de alguns deles foi publicada em jornais de Massachusetts, e as autoridades britânicas receberam mais informações sobre eles de americanos legalistas.  Em 1774, seu primo John, na ilha de Guernsey, escreveu a Paul que John tinha visto relatos do papel de Paul como um "expresso" (mensageiro) nos jornais de Londres. 
Em 1774, o governador militar de Massachusetts, General Thomas Gage , dissolveu a assembleia provincial por ordem da Grã-Bretanha. O governador Gage também fechou o porto de Boston e por toda a cidade forçou cidadãos particulares a alojar (fornecer alojamento para) soldados em suas casas.  Durante este tempo, Revere e um grupo de 30 "mecânicos" começaram a reunir-se em segredo no seu refúgio favorito, o Dragão Verde, para coordenar a recolha e disseminação de inteligência "observando os movimentos dos soldados britânicos".  Nessa época, Revere contribuía regularmente com gravuras politicamente carregadas para o recém-fundado jornal mensal Patriot, Royal American Magazine. 
Ele cavalgou para Portsmouth, New Hampshire , em dezembro de 1774, após rumores de um desembarque iminente de tropas britânicas lá, uma viagem conhecida na história como Alarme de Portsmouth.  Embora os rumores fossem falsos, sua cavalgada gerou um sucesso rebelde ao provocar os moradores locais a atacar Fort William e Mary , defendido por apenas seis soldados, para seu fornecimento de pólvora.  

## Imagens

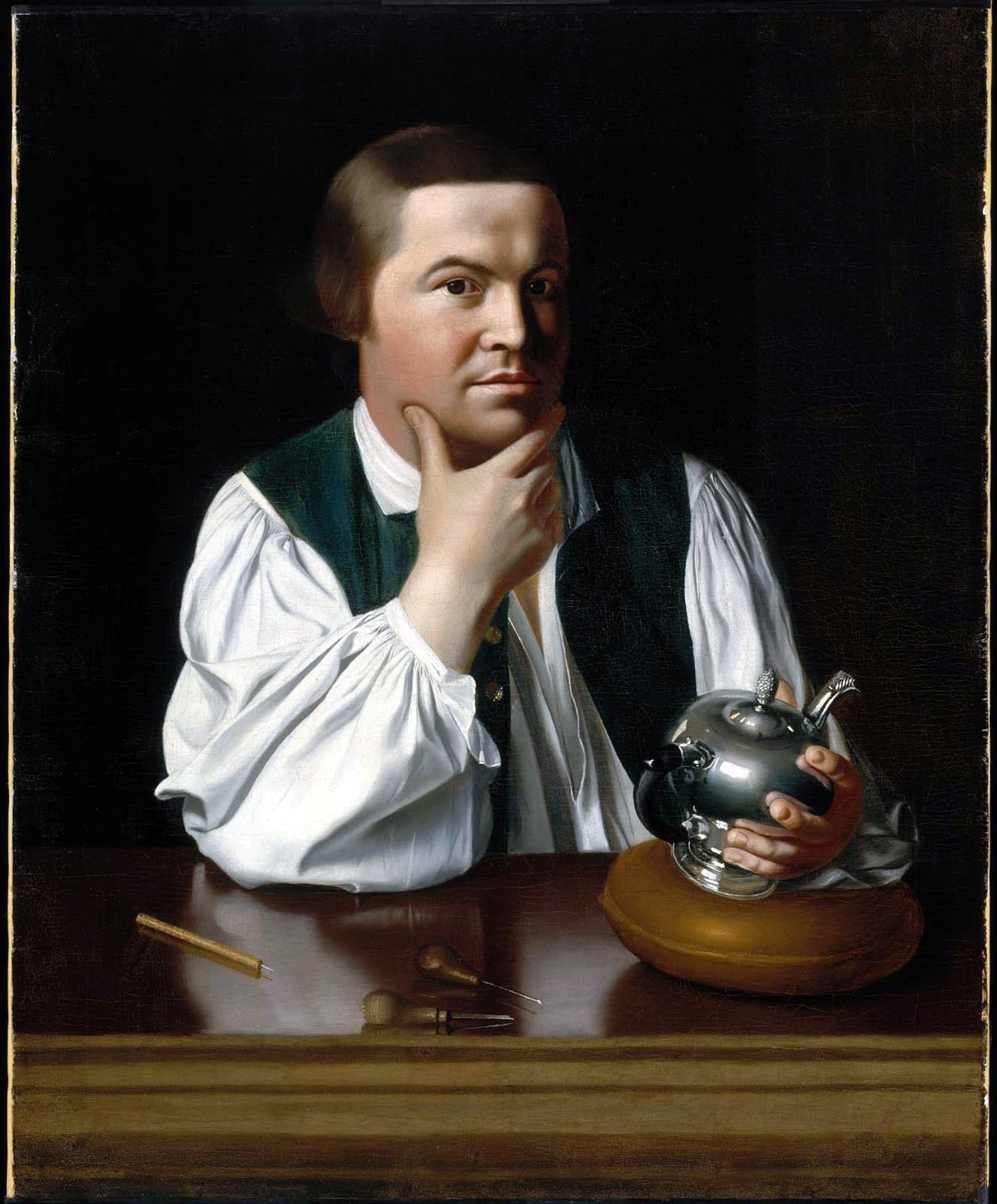
Paul Revere, óleo de John Singleton Copley
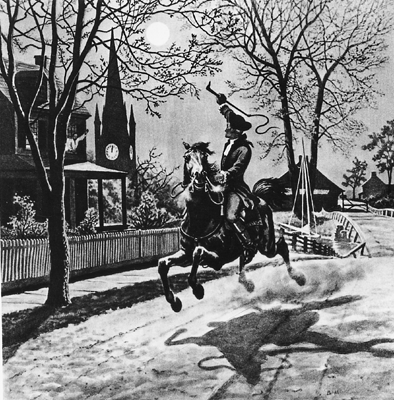
Cavalgada de Paul Revere
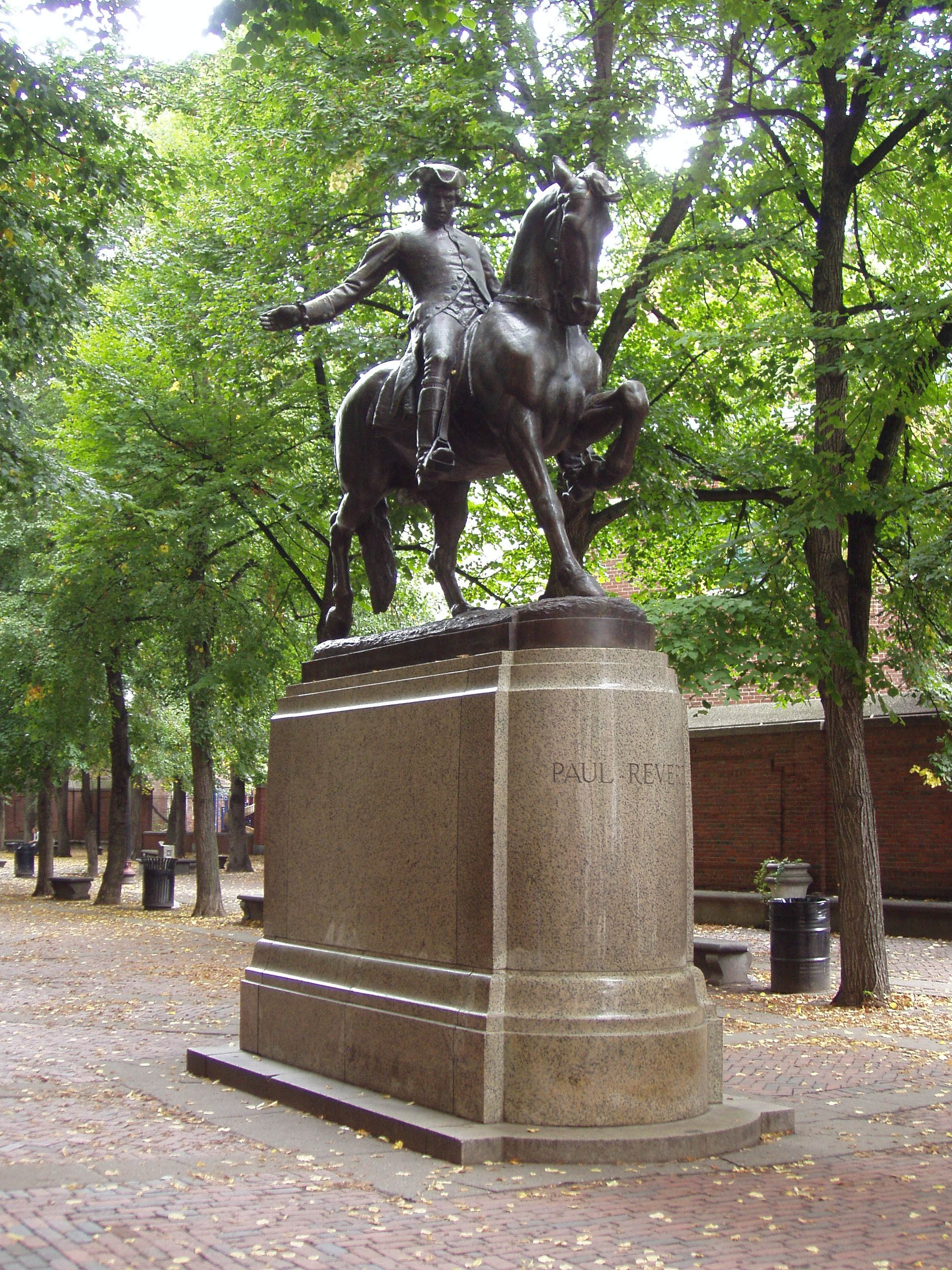
Estátua equestre de Paul Revere, em Boston
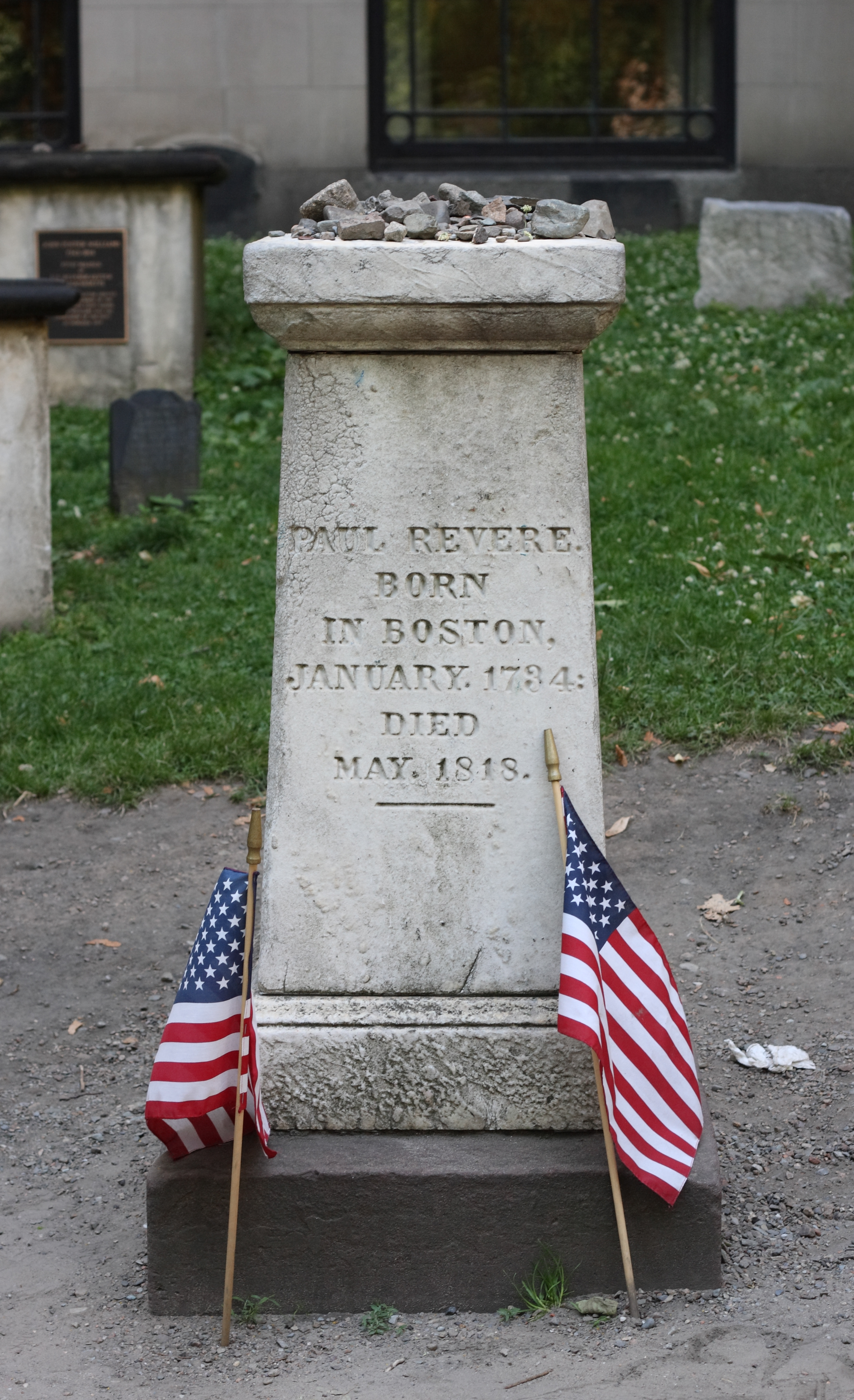
Paul Revere Memorial, em Boston
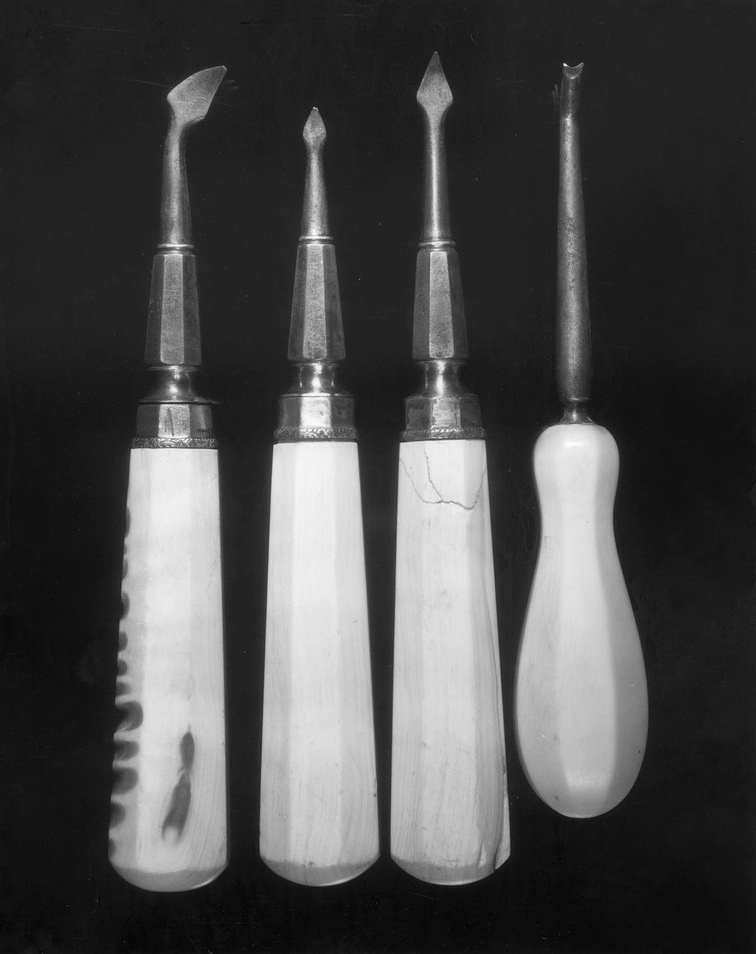
Utensílios dentários de Paul Revere